# Annika Rose
Annika Rose Maurer (Los Ángeles, California, 4 de enero de 2002), también conocida como Annika Rose, es una cantautora y compositora estadounidense.

## Biografía
Con orígenes suizos por parte de su padre y bostonianos por su madre, nace en Los Ángeles, Estados Unidos. Aquí estará viviendo hasta los 5 años, cuando se mudará a Huntington Beach, California, y permanecerá allí hasta los 10 años, cuando regresará de vuelta a Los Ángeles, coincidiendo con la creación de su primera banda (2012).

## Carrera
Annika comienza su carrera musical en el año 2010 al abrirse su actual canal de Youtube, a la edad de 8 años, en donde que publicaría covers de canciones de otros artistas.
Desde 2012 hasta 2015 empieza a dedicarse profesionalmente a la música al unirse a su primera banda musical Breaking 27 con Charlotte Deann como bajista además de un chico a la guitarra y otro a la batería. Versionaron canciones de Paramore, 5SOS, Fleetwood Mac y otros.
En 2015 publicó oficialmente en iTunes la versión de estudio de la canción de Katy Perry, Roar, así como Hello de la cantante británica Adele.
Tras esto, en 2015 se produce la formación de una banda musical femenina de cuatro chicas de su misma edad (13 años), llamada Did Alice Call y asignada a la discográfica Syco Music, en la que permanecería hasta los 15 años.
En 2017 tras dejar la banda femenina se dedica a componer canciones para otros artistas. En este mismo año también firma un contrato con el productor Digital Farm Animals, con quién trabajaría muy de cerca pero nunca llegaría a salir nada a la luz.
En 2018, un año después, se rompe ese contrato productorial, y firma por la discográfica Tap Music, como artista en solitario. Durante este año continúa la composición no solo de música para otros artistas, sino también para su propia carrera.
En 2019 comienza su carrera en solitario al publicar su primer sencillo “In The End” compuesta por ella junto a Steph Jones y Nicki Adamsson quién, así mismo, será el productor de esta. La elección de la canción para que fuera el primer sencillo publicado, vino al ser esta misma la que mejor acogida tuvo en su canal de Youtube, en el que a lo largo de los años siguió publicando también su música original, al margen de covers. “In The End”, así mismo, sería también el primer sencillo del primer proyecto completo en solitario de la artista, este proyecto sería un EP titulado Ventura Boulevard. Para continuar con la anticipación de este, vino el segundo sencillo, “I’m Better”, producido por Greg Wells. Por último, fue publicado el tercer single de este EP de cinco canciones, “Fly To You”, cuyo videoclip tuvo su presentación en el portal online Billboard, y que también fue compuesto por ella y Nicki además de por Erik Hassle y Daniel Ledinsky.
En 2020 comenzaría la publicación de sencillos sueltos. Comenzando por “Naïve”, siguiendo con “Bittersweet” y “Butterflies”, y terminando con “Talk To Strangers” y "F*ck You", Los que serán sus primeros sencillos publicados de manera independiente tras la salida de su actual discográfica Tap Music.
Comenzando 2021, publicaría la versión demo de Just Like You, una de las canciones más populares entre las que publica en su canal de Youtube, coescrita por ella junto a Cole Citrenbaum, Oscar Linnader y Nicki Adamsson, de nuevo.

## Discografía

### EP
- Ventura Boulevard (2019)
- Riverside Drive (2024)

### Sencillos
| Title                  | Year | Album                                      |
| ---------------------- | ---- | ------------------------------------------ |
| "In The End"           | 2019 | Ventura Boulevard                          |
| "I’m Better"           | 2019 | Ventura Boulevard                          |
| "Fly To You"           | 2019 | Ventura Boulevard                          |
| "WAR"                  | 2019 | Ventura Boulevard                          |
| "Priorities"           | 2019 | Ventura Boulevard                          |
| "Naïve"                | 2020 | Sencillos no pertenecientes a ningún álbum |
| "Bittersweet"          | 2020 | Sencillos no pertenecientes a ningún álbum |
| "Butterflies"          | 2020 | Sencillos no pertenecientes a ningún álbum |
| "Talk To Strangers"    | 2020 | Sencillos no pertenecientes a ningún álbum |
| "F*ck You"             | 2020 | Sencillos no pertenecientes a ningún álbum |
| "Just Like You (Demo)" | 2021 | Sencillos no pertenecientes a ningún álbum |
| "Hypocrite"            | 2021 | Sencillos no pertenecientes a ningún álbum |